# Мендешев, Сейткали
Сейткали Мендешев (16 июня 1882, аул Калмак Шагыл, Внутренняя Орда, Российская империя — 25 февраля 1938, Алма-Ата, Казахская ССР) — казахстанский советский государственный и общественный деятель.

## Биография
Уроженец Западно-Казахстанской области (Уральской области). Происходит из рода калмак-толенгит.
В 1903 году окончил Казанскую учительскую семинарию, затем в течение 13 лет работал учителем в аулах Букеевской степи.
Тогда Сеиткали занялся революционно-пропагандистской работой, распространял политическую литературу, участвовал в организации тайных сходок.
В 1916 году был арестован и заключен в Астраханскую тюрьму за участие в национально-освободительном движении, где отсидел 4 месяца.
1917 год, во время Февральской революции С. Мендешев участвовал в организации Ревкома села Новая Казанка.
В октябре 1917 года С. Мендешев вместе с большевиком С.Генераловым открыто проводил революционную агитацию в Бокейской орде, участвуя в развале местных органов Временного правительства.
В 1918 году на Бокейском съезде С. Мендешев был избран членом губисполкома
в 1919 году избран председателем губисполкома, тогда же участвовал в создании первого Казахского конного полка и первой в области комсомольской организации; наладил работу журнала «Учитель» (журнал «Мугалім»), организовал перевод Советской Конституции на казахский язык.
С июля 1919 года — член и заместитель председателя военно-революционного комитета по управлению делами Киргизского (Казахского) края при Совнаркоме РСФСР.
25 августа 1920 года ЦК РКП(б) ввел С.Мендешева в состав Киргизского областного бюро РКП(б).
В 1920 году С. Мендешев назначен первым председателем ЦИК образованной Киргизской (Казахской) АССР в составе РСФСР со столицей в Оренбурге. Занялся подготовкой декретов по искоренению многоженства, выплаты калыма и др.
В 1921 году С. Мендешев поехал на Первое совещание ЦК РКП(б) в Москву вместе с Сакеном Сейфуллиным, Алиби Джангильдиным и ответственными работниками национальных республик и областей. На совещании Центральное бюро коммунистических организаций Восточных народов было реорганизовано в Центральное бюро агитации и пропаганды среди тюркских народов, в состав которого от Казахстана был избран С. Мендешев.
В 1924—1925 годах — член Президиума ЦИК СССР.
В 1924 году он активно участвовал в работе специально созданной комиссии по привлечению в состав республиканского правительства рабочих казахов. Кроме того в это же время С. Мендешев сыграл большую роль в создании основ новой налоговой политики.
С 1926 по 1930 годы — был членом экономического совещания (ЭКОСО) РСФСР (в Москве).
С 1928 по 1929 год С. Мендешев — член конституционной комиссии и комиссии ЦИК СССР по вопросам землепользования в национальных республиках, а также Уполномоченный ЦИК СССР по проведению выборов в Советы Чувашии.
В 1930—1937 годах — нарком просвещения КАССР, председатель комитета по науке, начальник управления Совнаркома КАССР по охране заповедников и памятников. Тогда же он возглавил чрезвычайную комиссию по борьбе с голодом в Казахстане, участвовал в работе комиссии по национально-государственному размежеванию республик Средней Азии.
Делегат пятого конгресса Коминтерна. Член Астраханского общества взаимопомощи, объединяющего прогрессивный опыт учительской работы.
Арестован в феврале 1937 г. Осужден ВС ВКВС СССР 25 февраля 1938 года. Расстрелян в Алма-Ате. Реабилитирован определением ВКВС СССР 7 декабря 1957 года.

## Труды
С. Мендешев опубликовал свыше 40 статей и докладов.
Автор свыше двух десятков исторических работ, статей и воспоминаний, в которых нашли отражение жизнь и деятельность Сейткали Мендешева.
Именем С. Мендешева названы средняя школа в Жанакалинском районе, улица в Алма-Ате и в Астане.